# Campeonato Sergipano 2018
In 2018 werd het 95ste Campeonato Sergipano gespeeld voor voetbalclubs uit de Braziliaanse staat Sergipe. De competitie werd georganiseerd door de FSF en werd gespeeld van 13 januari tot 14 april. Sergipe werd kampioen. 

## Eerste fase
| Plaats | Club            | Wed. | W | G | V | Saldo | Ptn. |
| ------ | --------------- | ---- | - | - | - | ----- | ---- |
| 1.     | Sergipe         | 9    | 7 | 1 | 1 | 15:3  | 22   |
| 2.     | Itabaiana       | 9    | 4 | 4 | 1 | 10:4  | 16   |
| 3.     | Confiança       | 9    | 4 | 3 | 2 | 12:9  | 15   |
| 4.     | Olímpico        | 9    | 3 | 6 | 0 | 15:8  | 15   |
| 5.     | Boca Júnior     | 9    | 4 | 2 | 3 | 8:8   | 14   |
| 6.     | Lagarto         | 9    | 3 | 3 | 3 | 9:8   | 12   |
| 7.     | Dorense         | 9    | 2 | 5 | 2 | 7:6   | 11   |
| 8.     | Frei Paulistano | 9    | 3 | 1 | 5 | 6:10  | 10   |
| 9.     | Amadense        | 9    | 1 | 1 | 7 | 5:21  | 4    |
| 10.    | Socorrense      | 9    | 0 | 2 | 7 | 8:18  | 2    |

|  | Geplaatst voor tweede fase en Série D 2019 |
|  | Geplaatst voor tweede fase                 |
|  | Degradatie                                 |

## Tweede fase
| Plaats | Club        | Wed. | W | G | V | Saldo | Ptn. |
| ------ | ----------- | ---- | - | - | - | ----- | ---- |
| 1.     | Itabaiana   | 5    | 3 | 2 | 0 | 4:0   | 11   |
| 2.     | Sergipe     | 5    | 2 | 2 | 1 | 7:4   | 8    |
| 3.     | Lagarto     | 5    | 2 | 1 | 2 | 5:5   | 7    |
| 4.     | Confiança   | 5    | 1 | 4 | 0 | 5:3   | 7    |
| 5.     | Olímpico    | 5    | 0 | 4 | 1 | 6:7   | 4    |
| 6.     | Boca Júnior | 5    | 0 | 1 | 4 | 4:12  | 1    |

|  | Geplaatst voor finale |

## Finale
In geval van gelijkspel wint de club met de meeste punten uit de eerste twee fases. 
|               |                      |       |                  |                                                  |
| 7 april 16:45 | Itabaiana            | 1 – 1 | Sergipe          | Etelvino Mendonça, Itabaiana Toeschouwers: 3.788 |
| 7 april 16:45 | Paulinho Macaíba 15' |       | 12' Lucas Dantas | Etelvino Mendonça, Itabaiana Toeschouwers: 3.788 |

| Itabaiana | Sergipe |

|                |         |       |           |                                             |
| 14 april 16:30 | Sergipe | 0 – 0 | Itabaiana | Arena Batistão, Aracaju Toeschouwers: 9.317 |
| 14 april 16:30 |         |       |           | Arena Batistão, Aracaju Toeschouwers: 9.317 |

| Sergipe | Itabaiana |

### Kampioen
| Campeonato Sergipano de 2018 |
| Sergipe                      |
| ---------------------------- |
| SERGIPE Kampioen (35° titel) |